# Liste der Biografien/Muller, J
Liste der Biografien |
Portal Biografien |
J Personensuche
# |
A |
B |
C |
D |
E |
F |
G |
H |
I |
J |
K |
L |
M |
N |
O |
P |
Q |
R |
S |
T |
U |
V |
W |
X |
Y |
Z |
?
 
Ma |
Mb |
Mc |
Md |
Me |
Mf |
Mg |
Mh |
Mi |
Mj |
Mk |
Ml |
Mm |
Mn |
Mo |
Mp |
Mq |
Mr |
Ms |
Mt |
Mu |
Mv |
Mw |
Mx |
My |
Mz
 
Mua |
Mub |
Muc |
Mud |
Mue |
Muf |
Mug |
Muh |
Mui |
Muj |
Muk |
Mul |
Mum |
Mun |
Muo |
Mup |
Muq |
Mur |
Mus |
Mut |
Muu |
Muv |
Muw |
Mux |
Muy |
Muz
 
Mula |
Mulb |
Mulc |
Muld |
Mule |
Mulf |
Mulg |
Mulh |
Muli |
Mulj |
Mulk |
Mull |
Mulm |
Muln |
Mulo |
Mulr |
Muls |
Mult |
Mulu |
Mulv |
Mulw |
Muly |
Mulz
 
Mulla |
Mulle |
Mullg |
Mullh |
Mulli |
Mulln |
Mullo |
Mullr |
Mully
 
Mulled |
Mullei |
Mullej |
Mullem |
Mullen |
Muller |
Mulles |
Mulley
 
Muller, A |
Muller, B |
Muller, C |
Muller, D |
Muller, E |
Muller, F |
Muller, G |
Muller, H |
Muller, I |
Muller, J |
Muller, K |
Muller, L |
Muller, M |
Muller, N |
Muller, O |
Muller, P |
Muller, Q |
Muller, R |
Muller, S |
Muller, T |
Muller, U |
Muller, V |
Muller, W |
Muller, X |
Muller, Y |
Muller, Z |
Mullera |
Mullerb |
Mullerh |
Mullerl |
Mullerp |
Mullers |
Mullerw |
Mullery
Die Liste der Biografien führt alle Personen auf, die in der deutschsprachigen Wikipedia einen Artikel haben. Dieses ist eine Teilliste mit 258 Einträgen von Personen, deren Namen mit den Buchstaben „Muller, J“ beginnt.

## Muller, J

### Muller, Ja
- Müller, Jacob (1822–1905), amerikanischer Rechtsanwalt und Politiker
- Müller, Jacob (1905–1998), Schweizer Möbeldesigner, Architekt, Werklehrer und Publizist
- Müller, Jakob (1565–1611), deutscher Bildhauer
- Müller, Jakob (1594–1637), deutscher Humanmediziner und Mathematiker; Professor in Gießen und Marburg
- Müller, Jakob (1834–1899), deutscher Orgelbauer
- Müller, Jakob (1842–1901), Schweizer Politiker (FDP)
- Müller, Jakob (1847–1931), Schweizer Politiker (FDP)
- Müller, Jakob (1857–1922), Schweizer Eisenbahnmanager
- Müller, Jakob (1869–1933), Schweizer Politiker (Katholisch-Konservative)
- Müller, Jakob (1878–1949), Schweizer Gemeindepräsident, Kantonsrat und Landwirt
- Müller, Jakob (1883–1969), deutscher Politiker (FDP), MdL Rheinland-Pfalz
- Müller, Jakob (1895–1967), Schweizer Politiker (FDP)
- Müller, Jakob (1916–2003), Schweizer Unternehmer
- Müller, Jakob (* 1917), deutscher Fußballspieler und -trainer
- Müller, Jakob (1922–1993), deutscher Gewerkschafter und Politiker (SPD), MdL
- Müller, Jakob Anton (1777–1848), Schweizer Politiker
- Müller, Jakob Aurelius (1741–1806), evangelischer Bischof in Siebenbürgen
- Müller, Jan (1773–1861), böhmischer Rentmeister und Autor
- Müller, Jan (1922–1958), deutsch-amerikanischer Maler
- Müller, Jan (* 1971), deutscher MusikerJan Müller (* 1971)

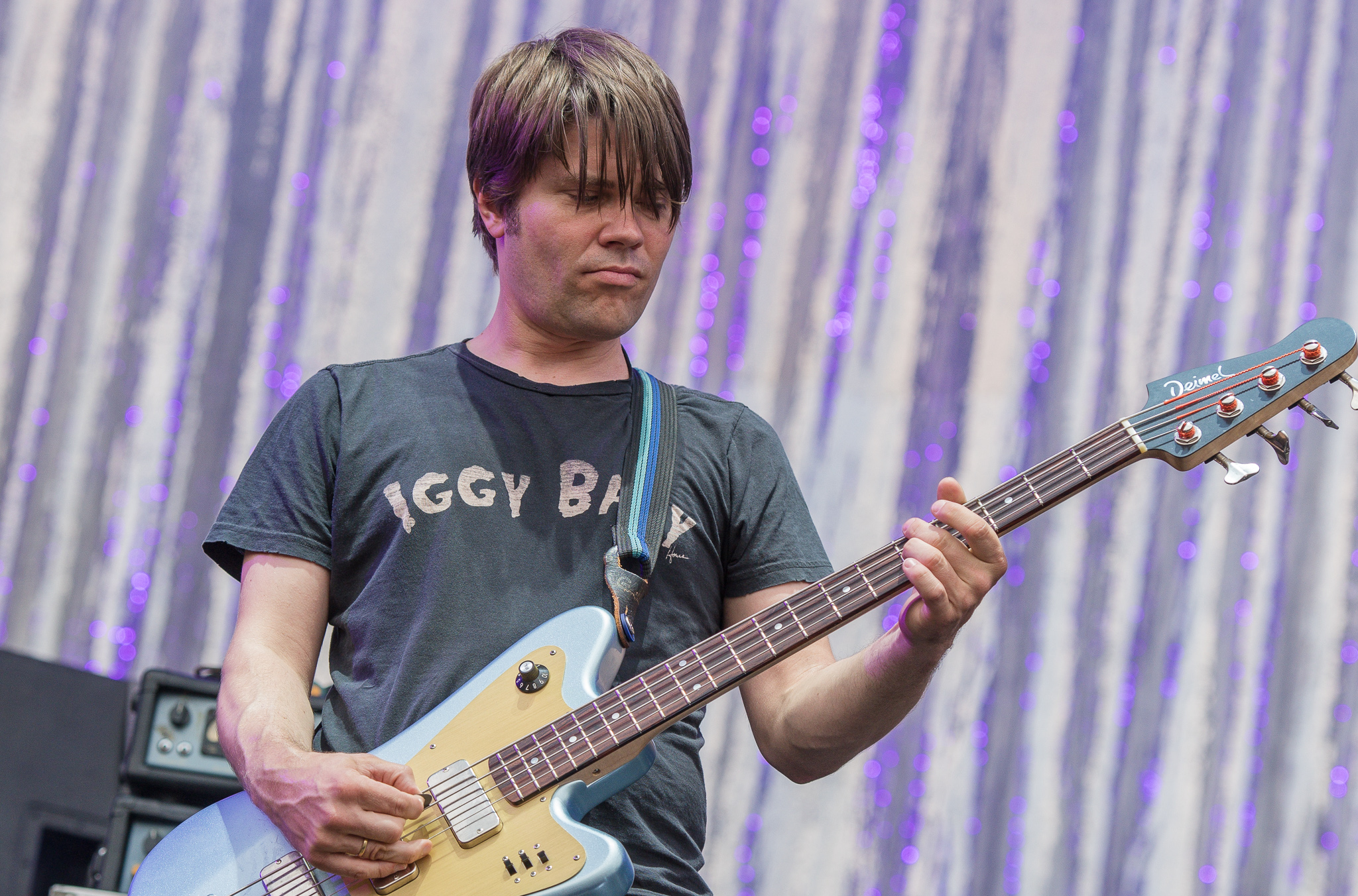
Jan Müller (* 1971)

- Müller, Jan Jakob (* 1994), deutscher Schauspieler
- Müller, Jan Marco (* 1971), deutscher Wissenschaftsberater und Wissenschaftsdiplomat
- Müller, Jan Robert (* 1977), deutscher Schauspieler und Musikproduzent
- Müller, Jan-Dirk (* 1941), deutscher germanistischer Mediävist
- Müller, Jan-Martin (* 1984), deutscher Schauspieler
- Müller, Jan-Philipp (* 1975), deutscher Journalist und Fernsehmoderator
- Müller, Jan-Werner (* 1970), deutscher Politikwissenschaftler
- Müller, Janet (* 1984), deutsche Laiendarstellerin und Model
- Müller, Janina (* 1998), deutsche Fußballspielerin
- Müller, Janne (* 2006), deutscher Basketballspieler
- Müller, Jannik (* 1994), deutscher Fußballspieler
- Muller, Jaye (* 1967), deutscher Musiker und Internetunternehmer

### Muller, Je
- Muller, Jean (1925–2005), französischer Brückenbauingenieur
- Muller, Jean Paul (* 1957), luxemburgischer Ordensgeistlicher, Leiter der Don Bosco Mission in Bonn
- Muller, Jean-Claude (* 1956), luxemburgischer Sprachwissenschaftler (Sanskrit) und Kulturwissenschaftler
- Müller, Jean-Pierre (1904–1979), luxemburgischer Benediktiner und Philosophiehistoriker
- Muller, Jean-Pierre (1910–1948), luxemburgischer Radrennfahrer
- Müller, Jens (1896–1949), deutscher Fabrikant und Gauamtsleiter der NSDAP im Gau Weser-Ems
- Müller, Jens (* 1965), deutscher Rennrodler und dreifacher Olympiateilnehmer
- Müller, Jens (* 1980), deutscher Eishockeyspieler
- Müller, Jens (* 1982), deutscher Grafikdesigner, Typograf, Buchgestalter und Fachbuchautor
- Müller, Jerome (* 1996), deutscher Handballspieler
- Muller, Jerry Z. (* 1954), US-amerikanischer Historiker
- Müller, Jette (* 2003), deutsche WasserspringerinJette Müller (* 2003)

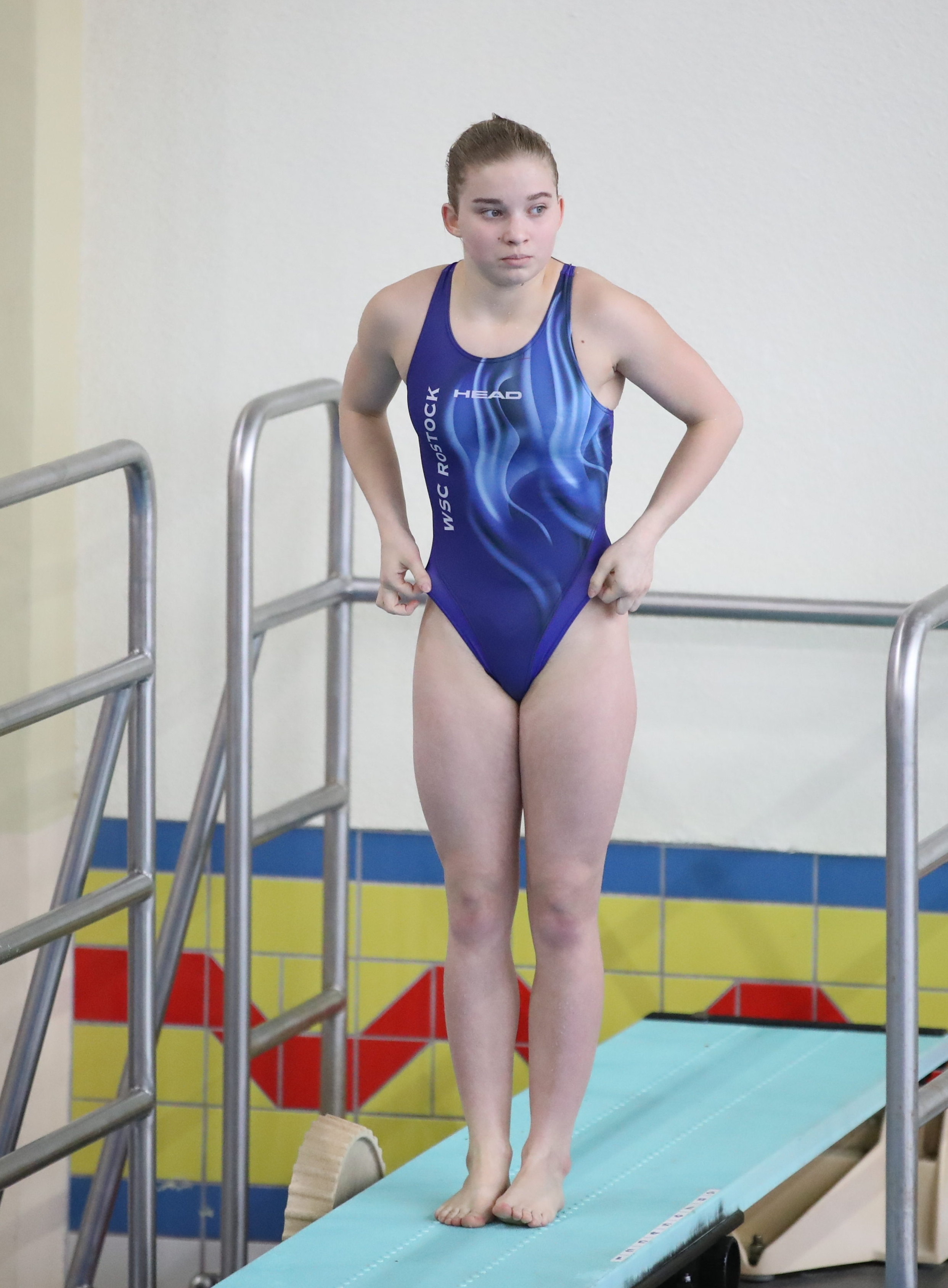
Jette Müller (* 2003)

### Muller, Ji
- Müller, Jim-Patrick (* 1989), deutscher Fußballspieler
- Müller, Jiří (* 1943), tschechischer Maschinenbauingenieur, Dissident und Politiker

### Muller, Jo
- Müller, Joachim (1891–1966), deutscher evangelischer Theologe
- Müller, Joachim (1906–1986), deutscher Germanist
- Müller, Joachim (* 1933), deutscher Technologe und Mitglied der Volkskammer der DDR
- Müller, Joachim (1938–2025), deutscher Historiker
- Müller, Joachim (* 1947), deutscher Politiker (GAL, Bündnis 90/Die Grünen), MdB
- Müller, Joachim (* 1952), deutscher Fußballspieler
- Müller, Joachim (* 1961), deutscher Fußballspieler
- Müller, Joachim Daniel Andreas (1812–1857), schwedischer Gärtner und Schriftsteller
- Müller, Joachim Eugen (1752–1833), Schweizer Topograph
- Müller, João Inácio (* 1960), brasilianischer Ordensgeistlicher und römisch-katholischer Erzbischof von Campinas
- Müller, Jochen (1925–1985), deutscher Fußballspieler
- Müller, Jochen (* 1959), deutscher Maler und Bildhauer
- Müller, Jochen (* 1963), deutscher Fußballspieler
- Müller, Jochen (* 1981), deutscher Politikwissenschaftler
- Müller, Jochen-Bernd (1950–2023), deutscher Fußballspieler
- Müller, Joel (1827–1895), österreichischer Hebraist und Talmudist
- Müller, Joey (* 2000), deutscher Fußballspieler
- Müller, Johann, Goldschmied (Augsburg)
- Müller, Johann (1782–1852), nassauischer Politiker
- Müller, Johann (1817–1875), deutscher Orgelbauer
- Müller, Johann (1875–1940), österreichischer Politiker (CSP), Landtagsabgeordneter zum Vorarlberger Landtag
- Müller, Johann (1888–1964), österreichischer Politiker, Landtagsabgeordneter
- Müller, Johann (1899–1956), österreichischer Widerstandskämpfer
- Müller, Johann (1924–2006), österreichischer Politiker (ÖVP), Landtagsabgeordneter im Burgenland
- Müller, Johann (* 1959), deutscher Politiker (AfD), MdL Bayern
- Müller, Johann Adam (1769–1832), deutscher Bauernprophet
- Müller, Johann Baptist (1827–1893), deutscher Politiker in der Bayerischen Abgeordnetenkammer (Liberale)
- Müller, Johann Baptist (1850–1930), deutscher katholischer Theologe und Schriftsteller
- Müller, Johann Baptist (1932–2017), deutscher Politikwissenschaftler und Autor
- Müller, Johann Carl (1766–1834), badischer Beamter
- Müller, Johann Carl (1867–1944), deutscher Unternehmer
- Müller, Johann Christian (1749–1796), deutscher Violinist, Cembalist, Fortepianist und Komponist
- Müller, Johann Christian (1776–1836), deutscher Jurist und Verwaltungsbeamter; erste Kultusminister im Königreich Sachsen
- Müller, Johann Christian Ernst (1766–1826), deutscher Zeichner, Kupferstecher und Lithograph
- Müller, Johann Christian Wilhelm (1754–1806), Garnisons- und Hofmedicus in Weimar
- Müller, Johann Christoph (1673–1721), deutscher Kartograf und Astronom
- Müller, Johann Conrad (1704–1798), deutscher Orgelbauer
- Müller, Johann Daniel (* 1716), Violinist, Bratschist und Konzertdirektor, dann radikalpietistischer Autor und Prophet der Vereinigungskirche Offenbarung Christi
- Müller, Johann Daniel (1721–1794), deutscher Theologe
- Müller, Johann Evangelist (1877–1965), deutscher Geistlicher und katholischer Bischof von Stockholm
- Müller, Johann Fridolin (1830–1888), Schweizer Unternehmer und Politiker
- Müller, Johann Friedrich (1765–1836), Politiker Freie Stadt Frankfurt
- Müller, Johann Friedrich (1771–1833), Geheimer Hofrat und Leibarzt
- Müller, Johann Friedrich (1773–1826), württembergischer Oberamtmann
- Müller, Johann Friedrich (1782–1816), deutscher Kupferstecher
- Müller, Johann Friedrich Emil von (1810–1900), deutscher Theologe
- Müller, Johann Friedrich Ernst (1704–1750), deutscher Orgelbauer
- Müller, Johann Friedrich Theodor (1822–1897), deutscher BiologeJohann Friedrich Theodor Müller (1822–1897)

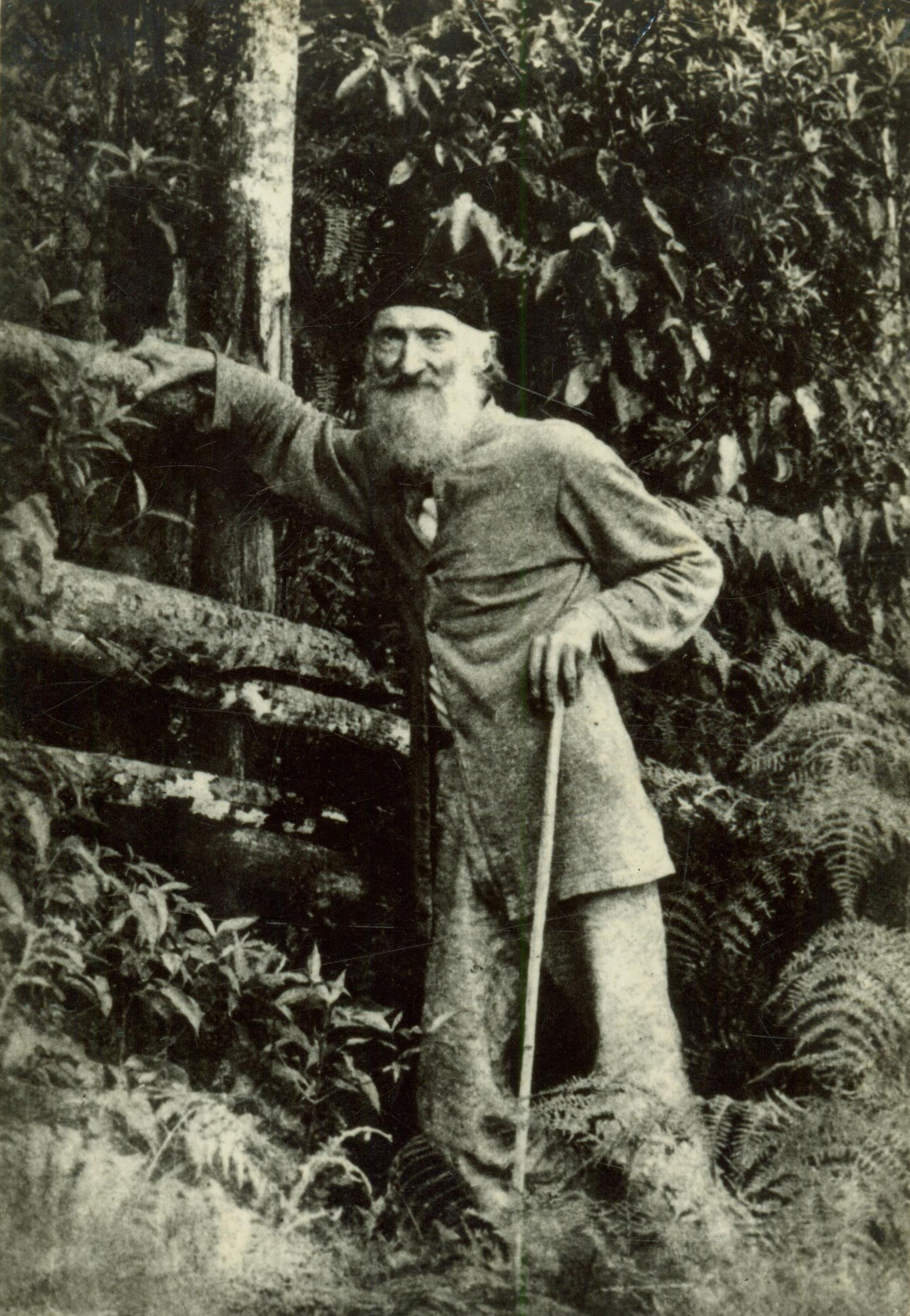
Johann Friedrich Theodor Müller (1822–1897)

- Müller, Johann Georg (1759–1819), Schweizer Theologe, Historiker, Pädagoge und Politiker
- Müller, Johann Georg (1780–1842), deutscher Arzt
- Müller, Johann Georg (1798–1870), deutscher Theologe und katholischer Bischof
- Müller, Johann Georg (1800–1875), Schweizer evangelischer Theologe und Hochschullehrer
- Müller, Johann Georg (1822–1849), Schweizer Architekt
- Müller, Johann Georg (1913–1986), deutscher Maler und Grafiker
- Müller, Johann Gottfried (1757–1832), deutscher Rechtswissenschaftler
- Müller, Johann Gotthard von (1747–1830), deutscher Kupferstecher
- Müller, Johann Gottlieb (* 1727), deutscher Orgelbauer
- Müller, Johann Gottwerth (1743–1828), deutscher Schriftsteller
- Müller, Johann Heinrich (1671–1731), deutscher Astronom
- Müller, Johann Heinrich (1879–1959), Schweizer Dirigent und Komponist
- Müller, Johann Heinrich Friedrich (1738–1815), deutscher Schauspieler, Schriftsteller und Lustspieldichter
- Müller, Johann Heinrich Jacob (1809–1875), deutscher Mathematiker und Physiker
- Müller, Johann Heinrich Traugott (1797–1862), deutscher Mathematiker
- Müller, Johann Helfrich von (1746–1830), deutscher Bauingenieur und Oberstleutnant
- Müller, Johann Immanuel (1774–1839), deutscher Organist, Kantor, Musikdirektor und Komponist
- Müller, Johann Jakob (1650–1716), deutscher Moralphilosoph
- Müller, Johann Jakob (1812–1872), Schweizer Politiker
- Müller, Johann Jakob (1847–1878), Schweizer Althistoriker und Hochschullehrer
- Müller, Johann Joseph (1768–1850), Domherr in Köln
- Müller, Johann Joseph (1815–1861), Schweizer Politiker, Herausgeber und Journalist
- Müller, Johann Martin (1722–1781), deutscher Pädagoge
- Müller, Johann Martin (1819–1892), Schweizer Redaktor und Lehrer
- Müller, Johann Matthias (1677–1725), deutscher Mediziner und Stadtphysicus in Weikersheim und Künzelsau
- Müller, Johann Michael (1683–1743), deutscher Organist und Komponist des Spätbarock
- Müller, Johann Michael (1723–1777), kurhannoverscher Universitätsbaumeister und Hochschullehrer
- Müller, Johann Niclas (1669–1732), deutscher Müller, entwickelte die Mühlentechnik weiter
- Müller, Johann Paul (1869–1929), Schweizer Textilunternehmer
- Müller, Johann Peter (1709–1796), deutschamerikanischer Theologe
- Müller, Johann Peter Andreas (1744–1821), deutscher Philosoph, lutherischer Theologe und Hochschullehrer
- Müller, Johann Rudolf (1824–1894), Schweizer Pfarrer, Strafanstaldirektor und Expeditionsleiter
- Müller, Johann Samuel (1701–1773), deutscher Schulleiter und Schriftsteller
- Müller, Johann Stephan (1730–1768), deutscher lutherischer Theologe, Geistlicher und Hochschullehrer
- Müller, Johann Valentin (1830–1905), deutscher Cellist, Musikpädagoge und Komponist
- Müller, Johann Valerian (1771–1839), deutscher Architekt und preußischer Baubeamter
- Müller, Johann Wilhelm von (1824–1866), deutscher Forschungsreisender und Schriftsteller
- Müller, Johanna (* 1990), deutsche Judoka
- Müller, Johannes (1583–1648), deutscher Jurist, Gesandter bei den Westfälischen Friedensverhandlungen
- Müller, Johannes (1598–1672), deutscher lutherischer Theologe
- Müller, Johannes († 1764), deutscher Bauingenieur
- Müller, Johannes (1733–1816), Schweizer Kartograf und Herausgeber
- Müller, Johannes (1785–1867), Landtagsabgeordneter Großherzogtum Hessen
- Müller, Johannes (1801–1858), deutscher Physiologe und vergleichender Anatom
- Müller, Johannes (1806–1897), Schweizer Bauernmaler
- Müller, Johannes (1832–1918), österreichischer Klassischer Philologe
- Müller, Johannes (1847–1907), deutscher Politiker (Konservative) und Abgeordneter im Sächsischen Landtag

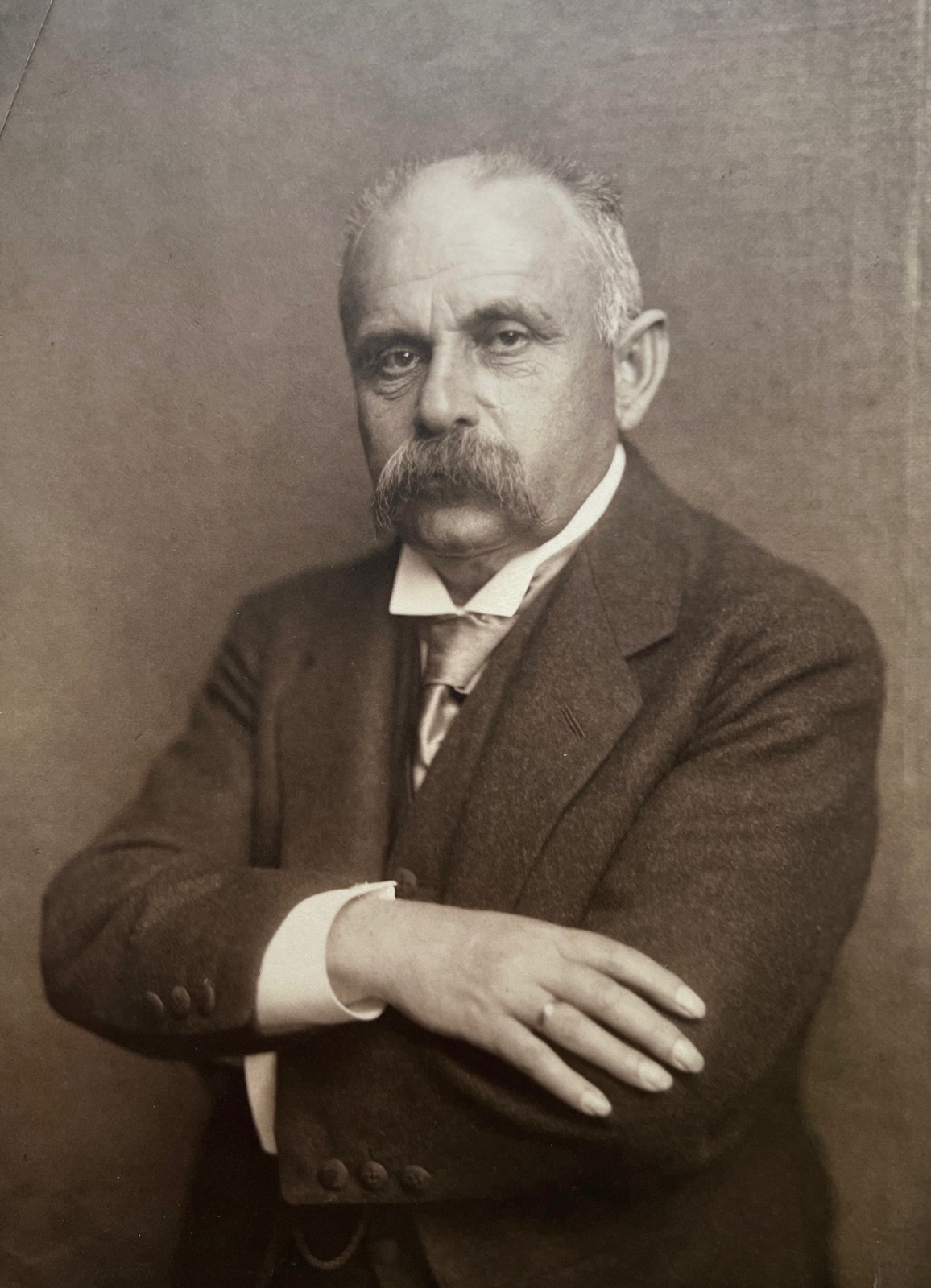
Johannes Müller (1864–1949)

- Müller, Johannes (1864–1949), protestantischer TheologeJohannes Müller (1864–1949)
- Müller, Johannes (1864–1932), deutscher Unternehmer und Landtagsabgeordneter
- Müller, Johannes (1865–1946), deutscher Politiker
- Müller, Johannes (1879–1937), deutscher Bildhauer und Maler
- Müller, Johannes (1880–1964), Oberbürgermeister von Marburg
- Müller, Johannes (* 1887), deutscher Fabrikant und Wirtschaftsfunktionär
- Müller, Johannes (1889–1946), deutscher Nationalökonom und Statistiker
- Müller, Johannes (1892–1971), deutscher Jurist und Oberbürgermeister von Dresden
- Müller, Johannes (1893–1969), deutscher Komponist, Operettentenor und Schauspieler
- Müller, Johannes (1895–1961), deutscher Polizeibeamter
- Müller, Johannes (1901–1944), deutscher, promovierter Jurist, Beamter und SS-Führer im Zweiten Weltkrieg
- Müller, Johannes (1905–1992), deutscher Gewerkschafter und Politiker (CDU), MdA
- Müller, Johannes (1910–1970), deutscher Physiker
- Müller, Johannes (1921–2008), deutscher Heuristiker, Begründer der Systematischen Heuristik
- Müller, Johannes (1935–2012), deutscher Maler
- Müller, Johannes (* 1943), deutscher Soziologe und Jesuit
- Müller, Johannes (* 1959), deutscher Geograph, Geologe und Botaniker
- Müller, Johannes (* 1960), deutscher Prähistorischer Archäologe
- Müller, Johannes (* 1964), deutscher Ordenspriester und Mitglied des Zisterzienserordens
- Müller, Johannes (* 1969), deutscher Politiker (NPD), MdL
- Müller, Johannes (* 1981), deutscher Jazzmusiker (Saxophon, Komposition)
- Müller, Johannes (* 1986), deutscher Handballspieler
- Müller, Johannes (* 1992), deutscher Politiker (Bündnis 90/Die Grünen)
- Müller, Johannes Baptist (1806–1894), deutscher Pharmakologe
- Müller, Johannes Friedrich (1812–1878), sächsischer Jurist und Politiker
- Müller, Johannes Heinrich (1828–1886), deutscher Prähistoriker, Konservator und Hochschullehrer, Museumsleiter und Numismatiker
- Müller, Johannes von (1752–1809), Schweizer Historiker
- Muller, John (1699–1784), deutsch-britischer Mathematiker und Militäringenieur
- Müller, Johnny (1914–1990), deutscher Mundharmonikasolist, Klarinetten- und Saxophonspieler
- Müller, Jonas (* 1995), deutscher Eishockeyspieler
- Müller, Jonas (* 1996), deutscher Handballspieler
- Müller, Jonas (* 1997), österreichischer Rennrodler
- Müller, Jonathan (* 1984), deutscher Schauspieler
- Müller, Jordan (* 2006), deutscher Basketballspieler
- Müller, Jörg (* 1942), Schweizer Illustrator
- Müller, Jörg (* 1943), deutscher Psychotherapeut und Theologe
- Müller, Jörg (* 1947), deutscher KochJörg Müller (* 1947)

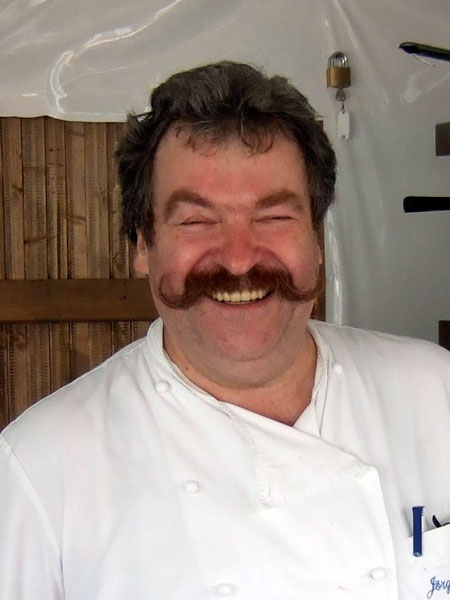
Jörg Müller (* 1947)

- Müller, Jörg (* 1961), Schweizer Radrennfahrer
- Müller, Jörg (* 1965), deutscher Jurist
- Müller, Jörg (* 1965), deutscher Fußballspieler
- Müller, Jörg (* 1969), deutscher Automobilrennfahrer
- Müller, Jörg (* 1973), deutscher Forstwissenschaftler und Hochschullehrer
- Müller, Jörg (* 1973), deutscher Verwaltungswirt
- Müller, Jörg Michael (* 1961), deutscher Rechtsanwalt und Politiker (CDU), MdL
- Müller, Jörg Paul (* 1938), Schweizer Rechtswissenschaftler
- Müller, Jørgen Peter (1866–1938), dänischer Sportler, Gymnastiklehrer und SportjournalistJørgen Peter Müller (1866–1938)

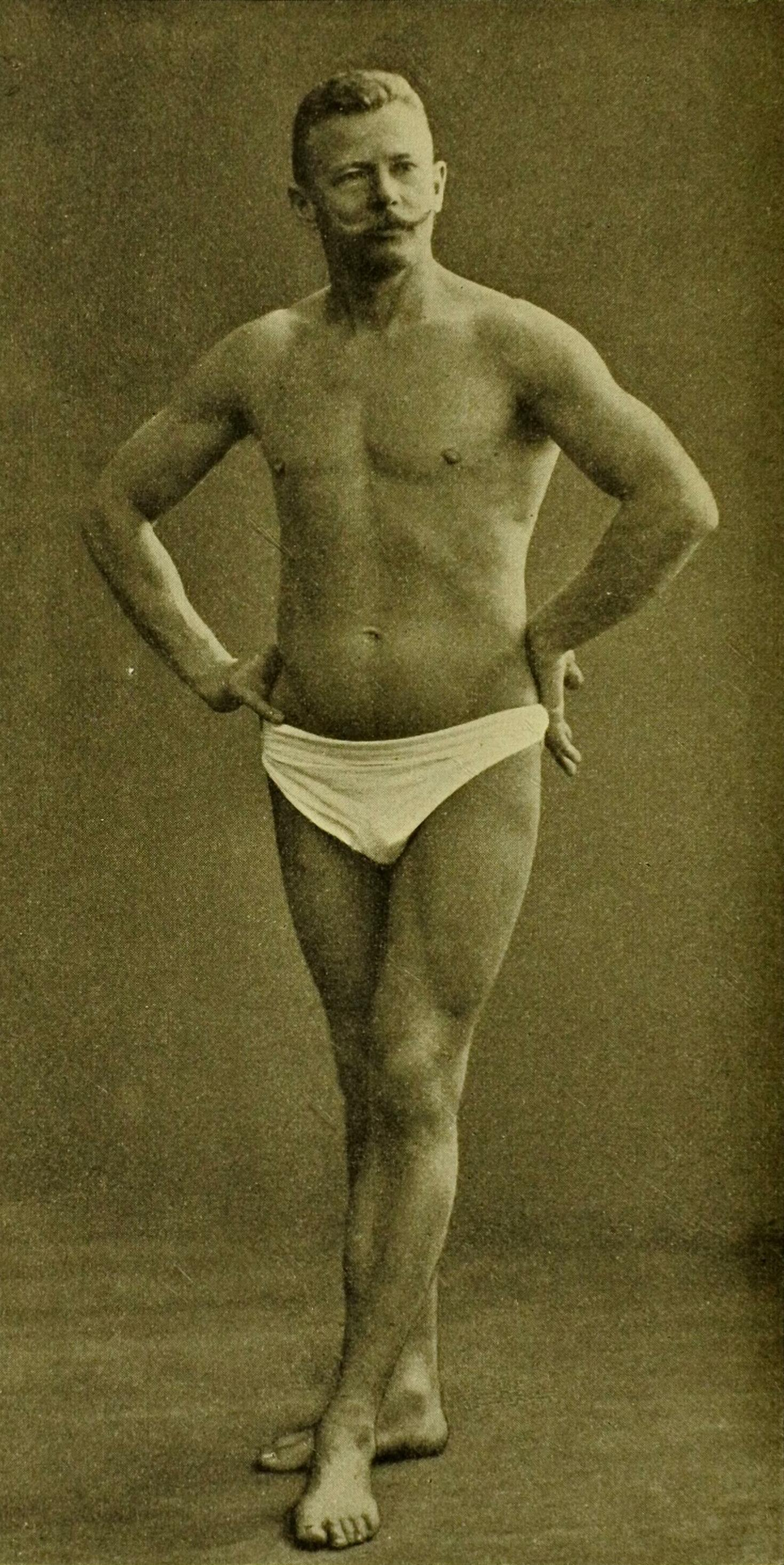
Jørgen Peter Müller (1866–1938)

- Müller, Jorinde (* 1993), Schweizer Freestyle-Skisportlerin
- Müller, Jörn (1936–2024), deutscher Chemiker
- Müller, Jörn (* 1939), deutscher Physiker
- Müller, Jörn (* 1969), deutscher Philosoph
- Müller, José Eugênio (1889–1973), brasilianischer Politiker
- Müller, Josef (1820–1897), Schweizer Hotelier und Politiker (Liberale Partei)
- Müller, Josef (1870–1929), Schweizer Spitalpfarrer und Sammler von Volkssagen
- Müller, Josef (1872–1947), Bibliothekar und Autor
- Müller, Josef (1875–1945), deutscher Volkskundler, Herausgeber des Rheinischen Wörterbuchs
- Müller, Josef (1880–1964), österreichischer Zoologe
- Müller, Josef (1887–1977), Schweizer Kunstsammler und Konservator
- Müller, Josef (1889–1976), deutscher Kunsthistoriker
- Müller, Josef (1893–1984), deutscher Fußballspieler und -trainer
- Müller, Josef (1898–1979), deutscher Politiker (CSU), MdLJosef Müller (1898–1979)

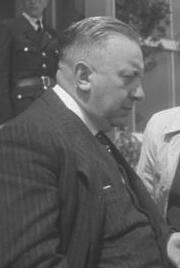
Josef Müller (1898–1979)

- Müller, Josef (1906–1963), deutscher Motorradrennfahrer
- Müller, Josef (1919–1997), deutscher Pädagoge und Politiker (CDU), MdB, MdEP
- Müller, Josef (1931–1998), deutscher katholischer Priester, Theologe und Hochschullehrer
- Müller, Josef (1936–2021), deutscher Maler und Grafiker
- Müller, Josef (* 1938), deutscher Politiker (CDU)
- Müller, Josef (* 1955), deutscher Steuerberater, Buchautor, Redner und panamaischer Honorarkonsul in Deutschland
- Müller, Josef Alois (1871–1967), Schweizer Politiker (CVP)
- Müller, Josef Felix (* 1955), Schweizer Künstler
- Müller, Josef II. (1885–1954), österreichischer Priester, Abt von Michaelbeuern
- Müller, Josef Ivar (1892–1969), Schweizer Chorleiter und Komponist
- Müller, Josef Leonz (1800–1866), Schweizer Politiker
- Müller, Josef Maria (1923–2013), österreichischer Widerstandskämpfer gegen den Nationalsozialismus, Dirigent und Musikpädagoge
- Müller, Joseph (* 1659), Schweizer Arzt und Mitglied der Gelehrtenakademie „Leopoldina“
- Müller, Joseph (1781–1857), nassauischer Politiker
- Müller, Joseph (1802–1872), deutscher Gymnasiallehrer und Naturforscher sowie Mundartdichter
- Müller, Joseph (1825–1895), österreichischer klassischer Philologe, Historiker und Hochschullehrer
- Müller, Joseph (1845–1921), deutscher Geistlicher, Weihbischof in Köln
- Müller, Joseph (1894–1944), deutscher Geistlicher und NS-OpferJoseph Müller (1894–1944)

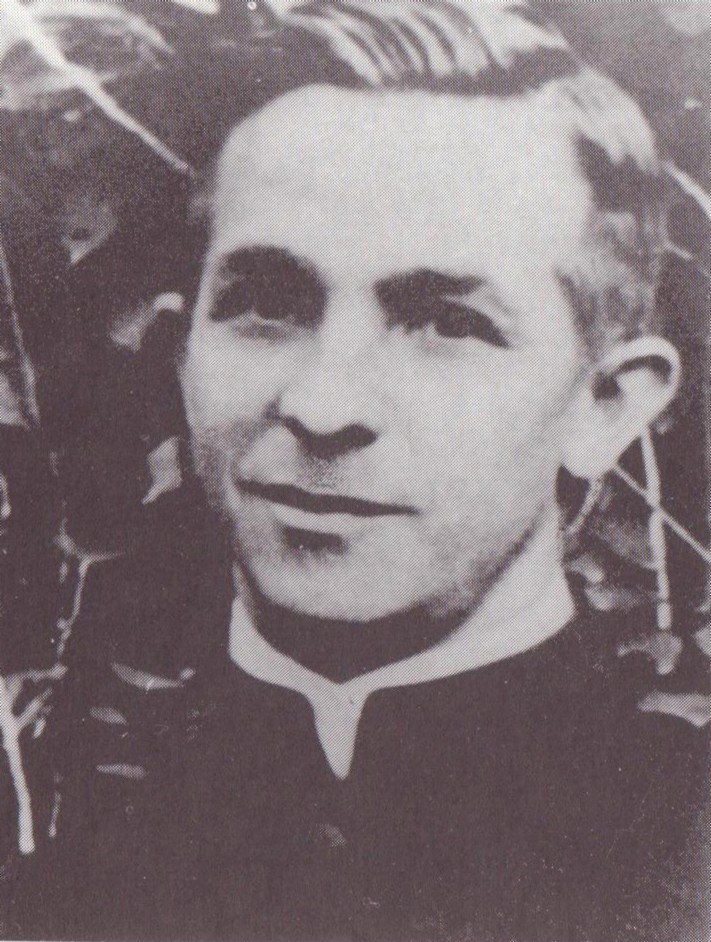
Joseph Müller (1894–1944)

- Müller, Joseph Adolph (1811–1877), deutscher Landschaftsmaler
- Müller, Joseph Anton (1750–1820), Schweizer Politiker und Richter
- Müller, Joseph Eduard (1839–1898), deutscher Mühlwerkbesitzer und Politiker (Zentrum), MdR
- Müller, Joseph Ferdinand († 1761), deutscher Theaterprinzipal und Komödiant
- Müller, Joseph Theodor (1854–1946), deutscher Theologe der Evangelischen Brüder-Unität, Archivar im Unitätsarchiv in Herrnhut und Kirchenhistoriker
- Müller, Joseph Zacharias (1782–1844), Philologe und Gymnasialdirektor in Preußen
- Müller, Josine (1884–1930), deutsche Ärztin und Psychoanalytikerin
- Müller, Jozef (* 1976), slowakischer Philosoph

### Muller, Ju
- Müller, Judith, deutsche Richterin an einem Oberverwaltungsgericht und Verfassungsgericht
- Müller, Judith (1923–1977), Schweizer Kunstmalerin
- Müller, Julia (* 1985), deutsche Hockeyspielerin
- Müller, Julius (1801–1878), deutscher evangelischer Theologe
- Müller, Julius (1857–1917), Schweizer Lehrer, Meteorologe und Klimatologe
- Müller, Julius (1903–1984), deutscher Leichtathlet (Stabhochsprung)
- Müller, Julius (1938–2017), deutscher Leichtathlet (Gehen)
- Müller, Julius (* 2005), deutscher Taekwondoin
- Müller, Julius Conrad (1850–1914), deutscher Gutsbesitzer, MdR
- Müller, Julius Emil August (1808–1885), deutscher Theologe und Politiker
- Müller, Julius Ferdinand (1823–1899), bayerischer Abgeordneter und Landgerichtspräsident
- Müller, Jupp (1921–1985), deutscher Schriftsteller
- Müller, Jürgen, deutscher Boxer
- Müller, Jürgen, deutscher Radrennfahrer
- Müller, Jürgen (1950–1978), deutscher Fußballspieler
- Müller, Jürgen (* 1959), deutscher Historiker
- Müller, Jürgen (* 1959), deutscher Kommunalpolitiker (SPD), Landrat
- Müller, Jürgen (* 1961), deutscher Kunsthistoriker
- Müller, Jürgen (* 1962), deutscher Geodät, Professor für Physikalische Geodäsie
- Müller, Jürgen (* 1963), deutscher Facharzt für Neurologie und Psychiatrie
- Müller, Jürgen (* 1971), deutscher Sportjournalist, Handball-Kommentator und Filmemacher
- Müller, Jürgen (* 1986), deutscher Handballspieler
- Müller, Jürgen E. (* 1950), deutscher Medienwissenschaftler und Professor
- Müller, Jürgen H. (* 1957), deutscher Verwaltungsjurist und politischer Beamter
- Müller, Jürgen R. (* 1966), deutscher Jurist und Autor juristischer Fachliteratur
- Müller, Justus (1617–1678), deutscher Gymnasialdirektor
- Müller, Justus Heinrich (1783–1825), deutscher Architekt und Baubeamter
- Müller, Jutta, deutsche Filmproduzentin
- Müller, Jutta (1928–2023), deutsche Eiskunstläuferin und EiskunstlauftrainerinJutta Müller (1928–2023)

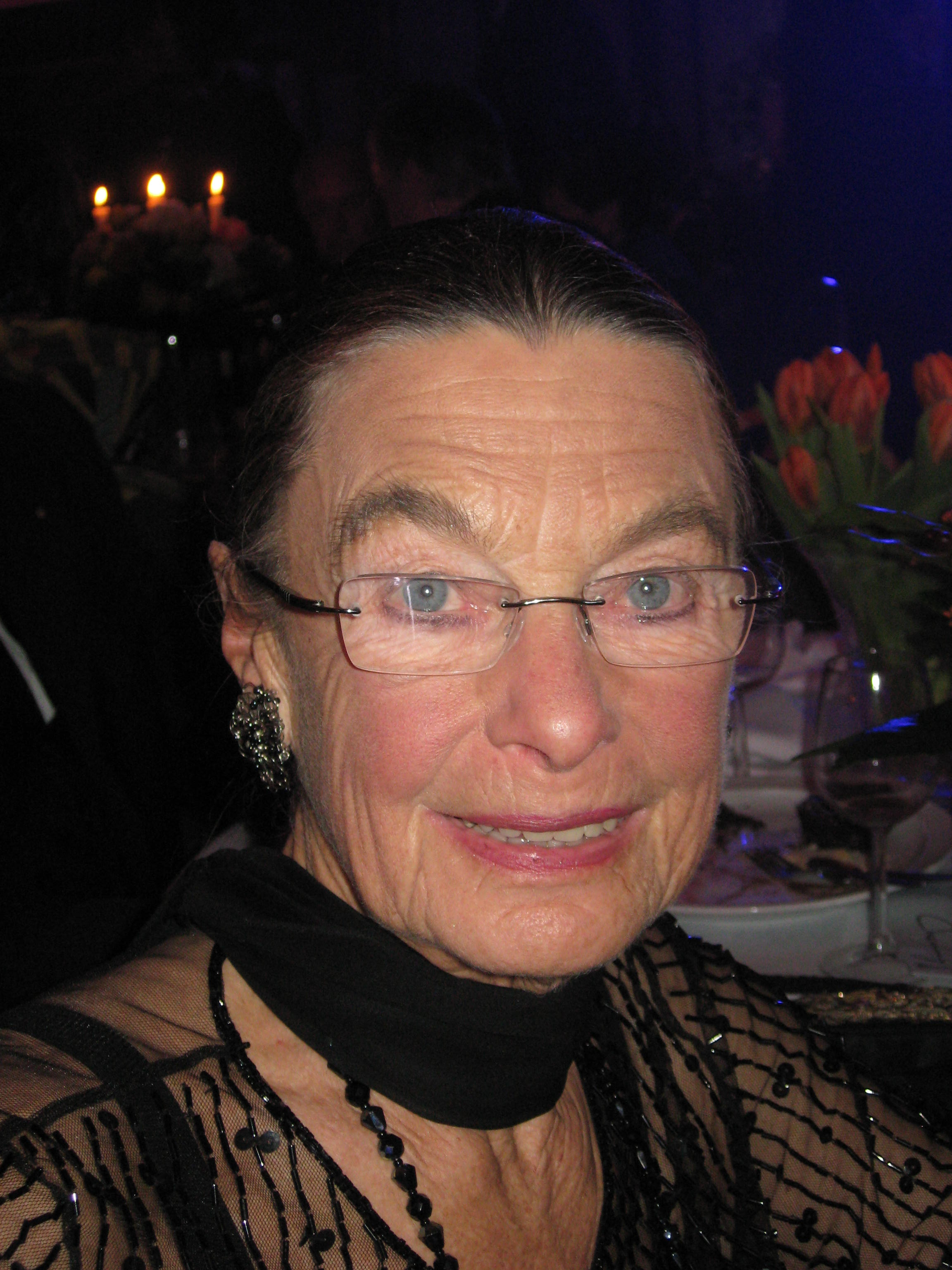
Jutta Müller (1928–2023)

- Müller, Jutta (1957–2019), deutsche Politikerin (SPD), MdB
- Müller, Jutta (* 1968), deutsche Windsurferin